# Erlaufstausee
Der Erlaufstausee ist ein Stausee mit einem Stauziel von 779,4 m ü. A., der sich am Übergang der Ybbstaler zu den Türnitzer Alpen in der niederösterreichischen Gemeinde Mitterbach am Erlaufsee befindet. Er verfügt über ein Speichervolumen von 1,4 hm³ und wird von der Erlauf gespeist. An der Nord- und Ostseite des Stausees verläuft die Trasse der schmalspurigen Mariazellerbahn über eine kurze Strecke auch die Mariazeller Straße. Der See ist 2800 m lang und durchschnittlich 50 m breit, seine tiefste Stelle liegt bei rund 26 m. 
Der künstlich angelegte Erlaufstausee wurde 1908 bis 1911 durch den Bau einer 37 m hohen Gewichtsstaumauer mit einer 212 m langen, gekrümmten Krone erstmals aufgestaut. Die Talsperre Erlaufklause war dabei, nach heutigen Kriterien, die erste große Talsperre Österreichs. Der Erlaufstausee dient als Wochenspeicher der Speicherkraftwerke Wienerbruck (7,8 MW) und Erlaufboden (3,4 MW) der evn naturkraft. Diese wurden zur Versorgung der 1911 elektrifizierten Mariazellerbahn errichtet.
Der Erlaufstausee liegt im Naturpark Ötscher-Tormäuer. Er ist touristisch durch ufernahe Wanderwege erschlossen. In seiner Nähe befindet sich eine Jausenstation und die Bahnhaltestelle „Erlaufklause“.